# Кадарсе
Кадарсе́ (фр. Cadarcet) — коммуна во Франции, находится в регионе Юг — Пиренеи. Департамент коммуны — Арьеж. Входит в состав кантона Ла-Бастид-де-Серу. Округ коммуны — Фуа.
Код INSEE коммуны — 09071.

## Население
Население коммуны на 2008 год составляло 231 человек.
| 1962 | 1968 | 1975 | 1982 | 1990 | 1999 | 2008 |
| ---- | ---- | ---- | ---- | ---- | ---- | ---- |
| 256  | 220  | 197  | 197  | 167  | 215  | 231  |

## Экономика
В 2007 году среди 133 человек в трудоспособном возрасте (15—64 лет) 101 были экономически активными, 32 — неактивными (показатель активности — 75,9 %, в 1999 году было 73,9 %). Из 101 активных работали 92 человека (44 мужчины и 48 женщин), безработных было 9 (7 мужчин и 2 женщины). Среди 32 неактивных 6 человек были учениками или студентами, 16 — пенсионерами, 10 были неактивными по другим причинам.